# Rayo Vallecano de Madrid
El Rayo Vallecano de Madrid, S. A. D. es un club de fútbol español del distrito de Puente de Vallecas, en la ciudad de Madrid, España. Fue fundado el 29 de mayo de 1924 como Agrupación Deportiva El Rayo, cambiando su nombre a Rayo Vallecano en 1947. Milita actualmente en la Primera División de España, la máxima categoría del fútbol en España.
El club tiene un título oficial al ser campeón de la Segunda División de España 2017-18, con el exfutbolista Míchel como entrenador.En Primera División, participó de 22 temporadas, siendo su mejor ubicación el 8° lugar, logrados en los torneos de 2012-13 y 2024-25. A nivel internacional, clasificó a la Copa de la UEFA 2000-01, cayendo en cuartos de final contra el Deportivo Alavés.
Los vallecanos juegan como locales en el Estadio de Vallecas, propiedad de la  Comunidad de Madrid, cedido al club de fútbol. El recinto fue inaugurado en 1976 y tiene una capacidad de 14.708 espectadores. Además, el lugar de entrenamiento del primer equipo masculino y sede del equipo femenino, así como del resto de categorías, es la Ciudad deportiva del Rayo Vallecano, también en régimen de cesión por parte de la Comunidad de Madrid.
Su primer equipo femenino, por otra parte, participa en la Segunda Federación Femenina, tercera categoría del fútbol femenino de España, y ha alzado tres Ligas de Primera División y una Copa de la Reina (que fue el primer título oficial del club),siendo un clásico del fútbol femenino español y habiendo disputado la Liga de Campeones Femenina de la UEFA.
Además de por sus logros deportivos, el club es conocido internacionalmente por sus particularidades socioculturales (un club de barrio, obrero, etc.), con repercusión tanto a nivel literariocomo audiovisual.

## Historia

### Primera Etapa (1924-1991)[16]
El 29 de mayo de 1924 se fundó la Agrupación Deportiva El Rayo, en el domicilio de Prudencia Priego, viuda de Huerta, siendo su primer presidente Julián Huerta Priego. El uniforme original del equipo fue camiseta y pantalón blanco, con medias negras y vuelta blanca. Su primer terreno de juego fue el Campo de las Erillas, situado en un descampado el cual alquilaban y acondicionaban para los partidos. Actualmente, se encontraría en la manzana que forman las calles Manuel Maroto, Palomeras, Cordillera de Cuera y Blanca Luna. En su primer encuentro se enfrentó al vecino Numantino, al cual venció por 3-1.
Desde 1931 hasta 1936 participó en el campeonato de la Federación Obrera de Fútbol. Se encuadró dentro de la Federación Castellana de Fútbol al terminar la Guerra Civil en 1939, adscripción que se tenía planeada antes de que estallara el conflicto bélico. En la temporada 1939-40 se reorganiza el club y se nombra presidente a Miguel Rodríguez Alzola. El 11 de enero de 1940 el club se inscribió en la Federación Castellana de Fútbol. Además, se decidió comenzar las obras para tener un estadio propio ya que el equipo había estado desde su origen jugando sus partidos en campos alquilados. En 1940, el equipo empezó a disputar sus partidos en el "Campo de El Rodival". Su nombre se debía a la empresa Radio Rodival (dedicada al suministro de material eléctrico) y propietaria del campo, la cual era su vez una contracción de los apellidos de los dueños, Rodríguez y Valdés. Supuso el paso de un terreno de juego irregular y no cercado a otro vallado.
En una junta realizada el 13 de noviembre de 1947 se acordó renombrar al club como Agrupación Deportiva Rayo Vallecano. Además, se acordó utilizar el escudo del Ayuntamiento de Vallecas.
En la temporada 1948-49 se logra el ascenso a Tercera División siendo presidente Miguel Rodríguez Alzola y entrenador Tomás Rodríguez Rubio. Dos años después se firma un acuerdo de ayuda mutua con la Asociación Deportiva Plus Ultra.
En la temporada 1949-50 se firma un "Acuerdo de Ayuda Mutua" con el Atlético de Madrid. Conforme al mismo, a cambio de cederle el Atlético algunos jugadores, pidió al Rayo que dejara de vestirse todo de blanco como el Real Madrid C. F. y añadiera algo rojo a su camiseta, lo que hace que se cambie el uniforme y se añada a la camiseta la franja diagonal que sigue hasta nuestros días, a semejanza de la del equipo argentino C. A. River Plate, con el cual tiene el Rayo una relación amistosa. Se llegó a pensar que, con este acuerdo, el Rayo se había convertido en un filial del equipo del Manzanares. El acuerdo sólo duró un año, pero la equipación ya nunca se cambiaría.
Como prueba de la admiración de los directivos rayistas hacia el River Plate, aprovechando que durante la pretemporada el River fue a jugar un partido con el Real Madrid al Santiago Bernabéu, dichos directivos se acercaron a la delegación argentina, obsequiándoles con una foto del plantel rayista autografiada por los jugadores. Los argentinos respondieron regalándole al Rayo dos juegos de camisetas con "La Banda roja" y pantalones, que hasta el día de hoy perduran en nuestra camiseta.
En la temporada 1953-54 empiezan a disputarse ya en el antiguo Campo de Vallecas los partidos de Tercera División y algunos del Campeonato de Aficionados. Desde la primera temporada en Tercera División hasta esta temporada, los partidos del Rayo como local se disputan en el llamado Campo de Vallecas, Educación y Descanso. En este mismo estadio había jugado también sus encuentros el Atlético Aviación (el actual Atlético de Madrid) y, asimismo, disputaban sus encuentros varios equipos de Categoría Regional como Standard, Manufacturas Metálicas, etc. Igualmente los partidos del Campeonato de Aficionados, tanto en la fase madrileña, como en la castellana, como en la nacional, se disputaban en el Campo de El Rodival.
En las temporadas 1953-54 y 1954-55 se juegan los últimos partidos en el "Rodival" por reformas en el Estadio de Vallecas para ampliar su capacidad y rehabilitar sus instalaciones.
En 1955 se empieza a construir la Colonia Erillas en los terrenos que ocupaba el "Rodival", que ya sólo perdurará en la memoria de los rayistas. La entrada a la actual Comunidad de Propietarios "Unidad Vecinal Erillas" coincide exactamente con la entrada al campo de fútbol del Rodival. El campo se encontraba en la manzana de las actuales calles Puerto Alto (entonces llamada Pablo Iglesias y cuya entrada al recinto se encontraba frente al número 6), Martínez de la Riva, Arroyo del Olivar y Puerto del Monasterio.
En 1956 el Rayo Vallecano consigue su primer ascenso a Segunda División tras ganar en el Estadio Metropolitano al Gimnàstic de Tarragona por 5-3. Manolo Peñalva, histórico jugador y posteriormente técnico de la entidad franjirroja, fue el gran artífice de aquel ascenso al anotar tres de los cinco goles del equipo.
El 8 de diciembre de 1957 se inaugura el Estadio de Vallecas con un amistoso entre el Rayo Vallecano y el América de Belo Horizonte (Brasil), que ganó el partido por 0-1. En la temporada 1960-61 el equipo desciende a Tercera.
En la temporada 1964-65 se logra nuevamente el ascenso a Segunda División. Además, Santiago Bernabéu fue nombrado socio de honor y se le impuso la insignia de oro y brillantes del club.
El 15 de octubre de 1972 se juega el último partido en el Campo de Vallecas entre la A. D. Rayo Vallecano y el Barakaldo C. F., que terminó con empate a 2 goles. Cuatro días después se clausura definitivamente el estadio "porque está en ruinas y en peligrosas condiciones..." según palabras de Pedro Roiz, por aquel entonces presidente de la entidad. El domingo 5 de noviembre de 1972 se disputa el primer partido oficial en el Estadio de Vallehermoso, ganando al C. E. Sabadell por 3 goles a 0. Empezaba con este partido un exilio forzoso que duraría cuatro años, exactamente hasta el 6 de junio de 1976, cuando el Rayo disputó el último partido de la temporada 1975-76 contra el Real Valladolid, ya en el Nuevo Estadio de Vallecas, construido sobre las ruinas del antiguo estadio.
El 6 de mayo de 1976 se inaugura el Nuevo Estadio de Vallecas con el partido entre el Rayo y el Real Valladolid C. F., que ganaron los pucelanos por 0-1. En la última jornada de aquella temporada, en la que el Rayo tuvo por entrenador a Alfredo Di Stéfano, que fue sustituido por José Antonio Olmedo en marzo, se inauguró el nuevo estadio y hubo lleno total en el campo. Hizo el saque de honor un vecino de Vallecas, el campeón del mundo de los superwelters: José Durán. Sin embargo, la inauguración oficial se realizó en un partido amistoso del Rayo frente a un combinado Real Madrid-Atlético de Madrid.

#### La primera etapa en Primera División (1977-1980): el "Matagigantes"

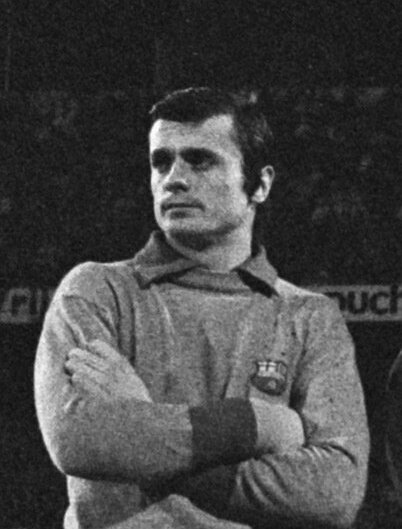
Pere Valentí Mora, portero del Rayo entre 1979 y 1983.

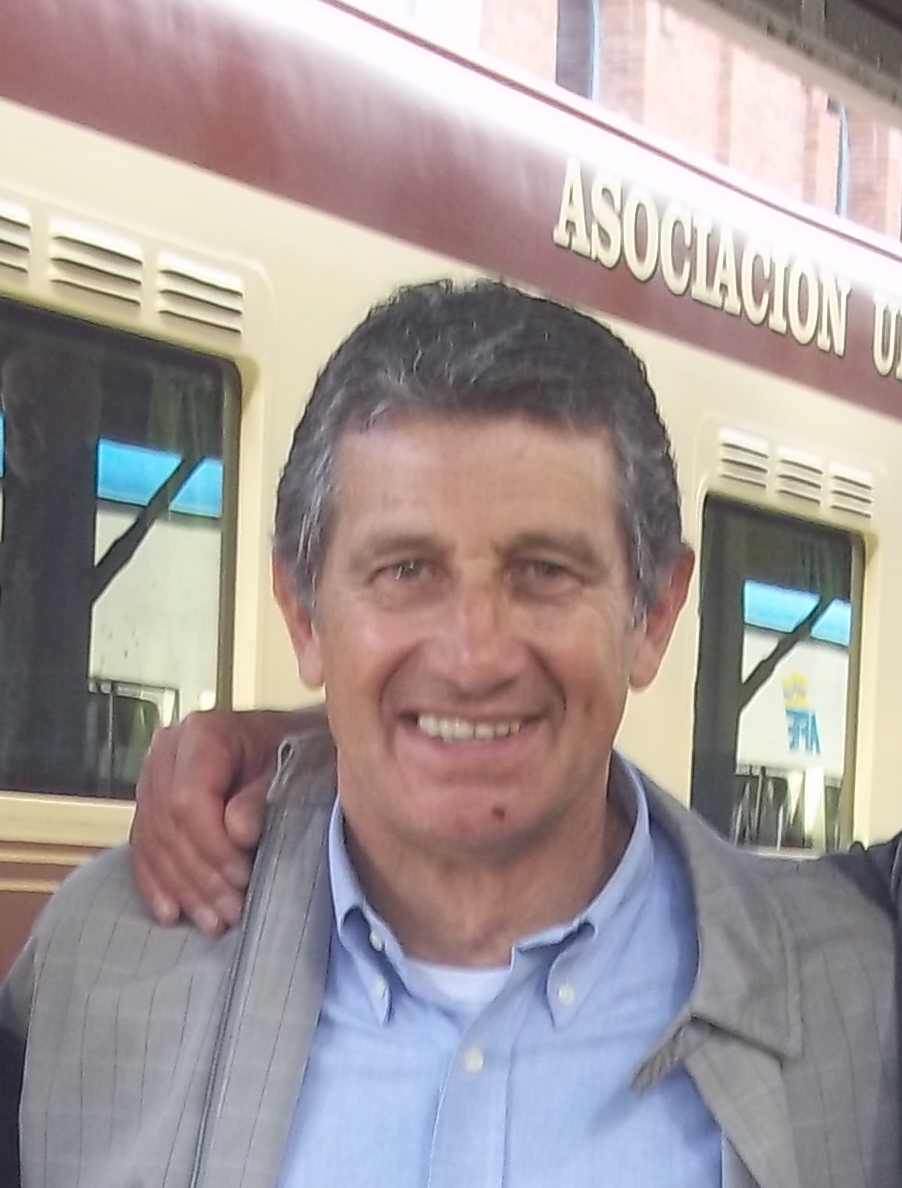
Fernando Morena, jugador rayista en la temporada 1979-1980.

En la temporada 1976-77, tras conseguir en la última jornada el punto que necesitaba ante el Getafe Deportivo, el Rayo consigue el primer ascenso a Primera División, sin perder ningún partido en el Nuevo Estadio de Vallecas. Al año siguiente, con un magnífico debut en la Primera División (décimo de dieciocho equipos), con Héctor Núñez como entrenador, la prensa otorgó al equipo el apelativo de "matagigantes", debido a que fue capaz de vencer en su estadio a los grandes equipos de la liga, como el Real Madrid, F. C. Barcelona, Athletic Club, Valencia C. F., Atlético de Madrid y el Sevilla F. C., cediendo sólo una derrota ante el Elche. El cuadro vallecano permanecerá tres temporadas seguidas en la élite, de la 1977-78 hasta la 1979-80, y por sus filas pasan jugadores históricos como Alejandro Fernández-Alves Alcázar, Antonio Anero, José Francisco Gómez Tanco, Miguel Uceda, José Rocamora Hernández, Jesús Landáburu, Pedro Valentín Mora, Manolo Clares, José Ángel Salazar, Alvarito Ruiz, Óscar Raúl González Pentinto ("Palín" González) o Fernando Morena. Con el fichaje de este jugador uruguayo, luego pieza clave en el Valencia C. F., el club alcanza su hasta entonces cifra récord de socios, con 10 000.
El 8 de agosto de 1978, después del Mundial, se jugó el único Rayo-River Plate de la historia, a pesar de su hermanamiento. Fue durante el VI Trofeo Villa de Madrid, organizado por el Atlético de Madrid, invitando a estos dos equipos y al Derby County F. C. inglés. El River ganaría el torneo venciendo al Rayo (0-1) y al Atlético (0-0, 4-3 en los penaltis).
En la temporada 1981-82 la A.D. Rayo Vallecano con Manuel Peñalva en el banquillo, logra su mejor registro en la Copa de S. M. El Rey, eliminando al Real Zaragoza en cuartos de final, tras perder en La Romareda por 2-1 y vencer en Vallecas por 5-2 a un equipo aragonés dirigido por Leo Beenhakker en el que militaba una delantera con Pichi Alonso, Amarilla y Valdano. El Rayo sería eliminado en semifinales por el Sporting de Gijón, tras eliminar al A. D. Parla, Cacereño, Real Oviedo y Atlco. Madrileño. Jugadores de aquella época como Ico Aguilar, Mora, Elías Benito, Álvarez, ... serían los protagonistas de aquella gesta.
En la temporada 1984-85, tras haber descendido el año anterior, se logra el tercer ascenso a Segunda División siendo el entrenador Eduardo Caturla. La temporada 1986-87 es recordada por contar entre sus filas con el goleador Laurie Cunningham.
En la campaña 1988-89, nueve años después de su última presencia en la máxima categoría, se logra el retorno a la Primera División siendo "Felines" entrenador y con jugadores como Jesús Diego Cota, Ángel Férez, José María Botella, Ángel Sánchez Candil, Hugo Maradona, José Zapatera o Txema Glaría en la plantilla, pero en la temporada siguiente se produce un nuevo descenso a Segunda División.

### Segunda etapa: SAD y la familia Ruiz-Mateos (1991-2011)[22]

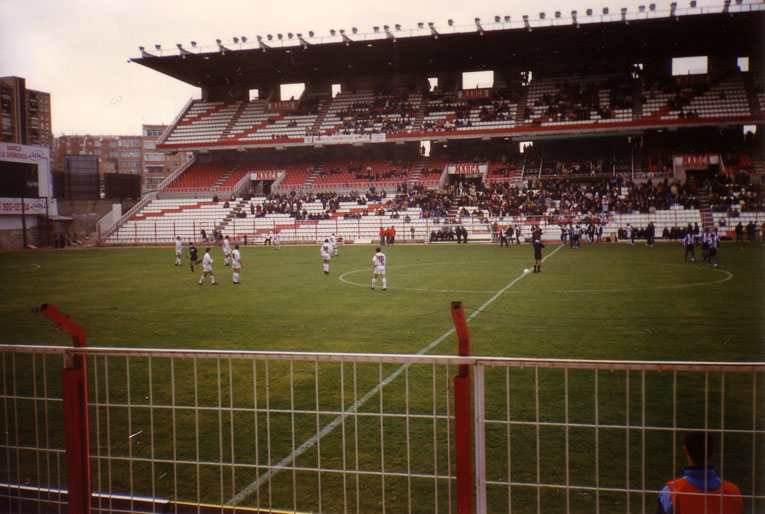
Encuentro disputado entre el Rayo Vallecano y el Hércules de Alicante C. F. durante la Segunda División de España 1997-98.

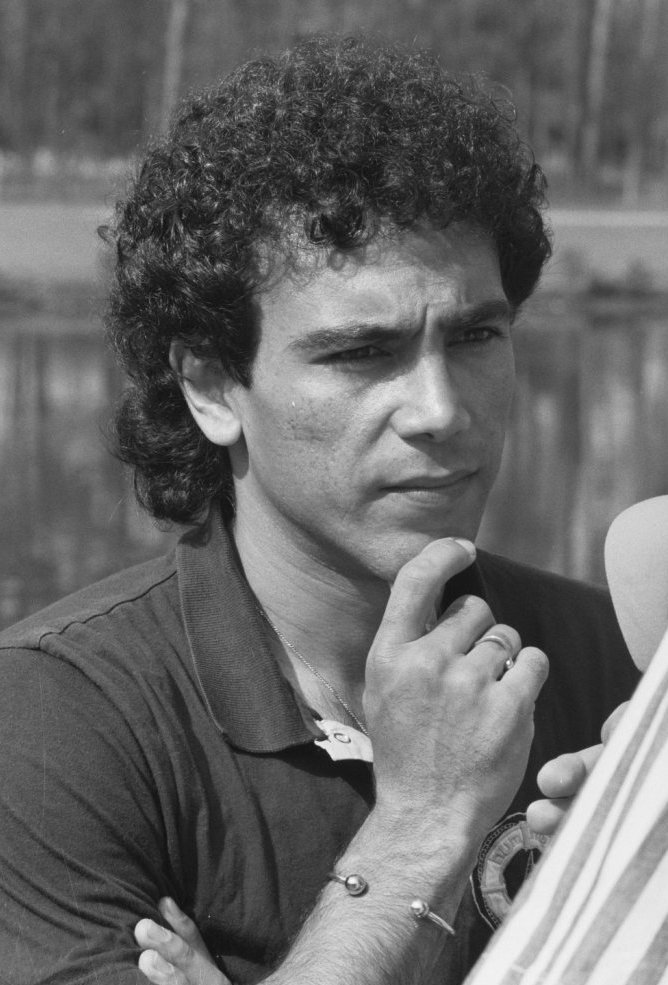
Hugo Sánchez, jugador rayista en la temporada 1993-94.

En 1991, al convertirse en sociedad anónima deportiva, el empresario José María Ruiz-Mateos compró la mayor parte de las acciones y fue nombrado presidente del club, en tiempos de crisis económica. Se alcanzó el ascenso a Primera División con José Antonio Camacho como entrenador y se mantuvo en la temporada 1992-93 con un buen desempeño de su gran fichaje, Toni Polster. En dicha temporada, el equipo vallecano tuvo que disputar un partido como local fuera de su estadio. Esto se debió a que el delegado del Gobierno de Madrid cerró el estadio de Vallecas durante quince días con una multa de medio millón de pesetas por exceso de aforo en el encuentro ante el Atlético de Madrid en noviembre de 1992. El club franjirrojo decidió disputar el partido frente al C. A. Osasuna en el Estadio de las Margaritas de Getafe, entonces campo del Getafe. El resultado fue favorable para el equipo vallecano ya que venció por 1-0.
En 1993 fichó a Hugo Sánchez, descendiendo pese a ello a Segunda División.
El 13 de enero de 1994 le sucedió en el cargo su esposa, María Teresa Rivero Sánchez-Romate, siendo la primera mujer que preside un club de fútbol de Primera División. Además se rebautizó el nombre del club como Rayo Vallecano de Madrid, y también se cambió el escudo (las letras ADRV son reemplazadas por las de RVM).
A final de temporada, el Rayo queda en el décimo séptimo puesto de la tabla, y está obligado a disputar la permanencia con la S. D. Compostela. En el partido de desempate, en Oviedo, vencen los locales por 1-3 y se produce un nuevo descenso a Segunda División. Por entonces el entrenador era David Vidal. De cara al retorno a la élite, se lleva a cabo el fichaje de Guilherme, quien lideraría al equipo varios años y se convertiría en un auténtico ídolo para la afición.
Temporada 1994-95. En la Copa del Rey se alcanzan los cuartos de final después de eliminar al C. D. Numancia, al Andorra C. F., al Racing de Santander y al Palamós. El equipo cae eliminado a las puertas de la semifinal por el Real Sporting de Gijón. En la Liga se consigue el segundo puesto de la clasificación y se logra el cuarto ascenso a Primera.
Temporada 1995-96. Se disputa la promoción con el R. C. D. Mallorca al quedar en la Liga en el puesto décimo noveno. En el partido de ida se pierde por 1-0, pero el Rayo derrota a los isleños en Vallecas por 2-0. El equipo se mantiene otra temporada en la élite del fútbol español.
Temporada 1996-97. Con la Liga formada por 22 equipos, se establecen cuatro puestos de descenso directo y uno de promoción para reducir la Primera División a una Liga de 20 equipos. A final de temporada, y a pesar de haber llevado a cabo un fichaje de relumbrón como Rádchenko, el Rayo ocupa el puesto décimo octavo, lo que le obliga a disputar de nuevo la promoción, y de nuevo contra el Mallorca, que esta vez le derrota por el valor doble de los goles (1-0 en la ida y 2-1 en la vuelta). Nuevamente se consuma el descenso a Segunda División, batiendo el Rayo un desafortunado récord: el del equipo que ha descendido a Segunda División con mayor número de puntos.
Temporada 1997-98. En el comienzo de la temporada, el equipo franjirrojo tuvo que trasladarse de forma temporal al Estadio de la Comunidad de Madrid (popularmente como La Peineta) para disputar sus partidos como local debido a las obras de implantación de nuevo césped en el estadio de Vallecas. El 12 de noviembre de 1997 la escuadra vallecana regresó a su feudo con una contundente victoria por 5-2 contra el C.F. Extremadura. El equipo acabó octavo en Segunda División, muy lejos de los puestos de ascenso.
Temporada 1998-99. Se celebra el 75 aniversario de la fundación del club de la mejor forma posible: con el regreso a Primera.
Temporada 1999-00. El Rayo Vallecano es líder de Primera División durante cuatro jornadas, con Juande Ramos como técnico. La plantilla la forman jugadores como Cota, Míchel, Iván Amaya, Julen Lopetegui, Luis Cembranos, entre otros. Este último llegó a ser convocado a la Selección absoluta. El equipo obtiene a final de temporada la Invitación FIFA Fair Play para disputar la Copa de la UEFA, por ser uno de los equipos con menos amonestaciones de Europa.
Ese año tiene lugar, además, la fundación de la sección de fútbol femenino del club, que hasta la fecha ha sido la más laureada del Rayo Vallecano con tres ligas, una Copa de la Reina y se ha convertido en un clásico de la primera categoría del fútbol femenino en España. En Europa, su victoria más importante fue en los octavos de final de la UEFA Women's Champions League el 3 de noviembre del año 2011, cuando vencieron en el Estadio de Vallecas al potente Arsenal Ladies por 2-0, aunque las rayistas no pudieron evitar caer eliminadas en la vuelta tras perder 5-1.
La temporada 2000-01 fue histórica, debutando el Rayo en competición europea. El Rayo fue eliminando equipos (Constel·lació Esportiva, Molde, Viborg, Lokomotiv y Girondins de Burdeos) hasta cuartos de final, donde se cruzaron con el Alavés, a la postre finalista. Aunque el Rayo ganó en Vallecas, no pudo aguantar el resultado de la ida. En Liga, finalizó decimocuarto.
En la temporada 2001-02, aunque el comienzo estuvo flojo, el Rayo logró la permanencia un año más tras una segunda vuelta sensacional de la mano de Gregorio Manzano. La nota más negativa llegó con la grave rotura del tendón de Míchel frente al Athletic Club que le dejó casi un año fuera de los terrenos de juego.
Temporada 2002-03. Esta temporada llega al equipo Iriney Santos da Silva, de la liga brasileña. La cuarta temporada seguida del Rayo en Primera División. Se consigue un nuevo récord al alcanzar la cifra de 11 000 abonados. Por desgracia se desciende en Mallorca a Segunda División.
En la temporada 2003-04 hasta tres entrenadores pasan por el banquillo franjirrojo  (el recién retirado Julen Lopetegui, Gustavo Benítez y Txetxu Rojo), pero ninguno evita otro descenso a Segunda B.
Por un Referéndum entre los socios, a principios de 2004, el Nuevo Estadio de Vallecas adquiere una nueva denominación: "Campo de Fútbol de Vallecas Teresa Rivero", nombre que llevará hasta finales de 2011, donde, por un nuevo Referéndum pasa a llamarse "Campo de Fútbol de Vallecas".
Temporada 2004-05. Comienzan los 4 largos años en 2.ª B. El primer año, el Rayo ficha a Miguel Albiol, procedente del Recreativo de Huelva y Sube al primer equipo Álvaro Negredo, canterano de 19 años y Antonio Amaya, procedente del San Sebastián de los Reyes. El Rayo acaba la temporada tercero en la Liga y llega a los 'play-off' de ascenso. Es eliminado por el Real Unión de Irún tras empatar a uno en Vallecas y caer por 1-0 en Irún.
En febrero de 2005 se crea la Fundación Rayo Vallecano, de carácter social, centrada en la educación, y en el deporte como medio de educación física y moral, para ayudar a los habitantes del barrio con más necesidades.
|
En la temporada 2005-06 Iriney abandona el club y ficha por el Celta de Vigo y Negredo por el Real Madrid Castilla, pero llega al primer equipo Coke Andújar, lateral canterano de 18 años. Míchel firma el proyecto como entrenador para conseguir el ascenso, pero ni siquiera logra clasificar al equipo para los play-off, y es destituido a final de temporada.
En la temporada 2006-07 es Pepe Mel el encargado de coger las riendas del equipo y ficha a Piti, del Hércules. El Rayo consigue ser subcampeón de su grupo, y con ello el derecho a disputar los play-off. Tras eliminar al Racing Club Portuense (por 2-0 y 2-2), se enfrenta al Éibar. En el partido de Vallecas se gana por 1-0 pero en Éibar se pierde por 2-0 y el ascenso no llega.
En la temporada 2007-08, tras proclamarse campeón del grupo I de Segunda División B y superar la promoción de ascenso, tras derrotar al Benidorm (1-1 y 1-0) y al Zamora (0-1 y 1-1), logró regresar a Segunda A.
En la temporada 2008-09, llegan los jugadores David Aganzo, del Alavés y David Cobeño, del Almería. El Rayo recién ascendido de 2.ªB, el equipo vallecano acaba la Liga en 5.ª posición con 70 puntos, y con el trofeo Zamora en manos de su portero titular, David Cobeño, quien también fue protagonista marcando un gol desde su portería al Elche. Este año se incorporan a la plantilla grandes jugadores de equipos de Primera como David Aganzo, el ya mencionado David Cobeño, Jofre, Serrano, Mohamed Diamé, Tena y Jesús Perera, entre otros.

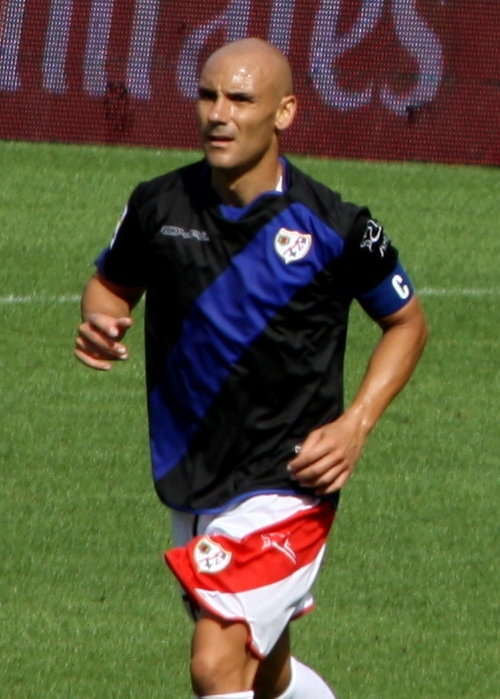
José María Movilla, jugador del club entre 2009 y 2012.

Temporada 2009-10. Llega al club Rubén Castro, del Huesca y José María Movilla, del Murcia, club al que es traspasado Miguel Ángel Albiol. El Rayo afronta la temporada con el objetivo del ascenso a Primera. Se mantiene toda la primera vuelta en puestos cercanos al ascenso, pero tras una mala y larga racha en la segunda vuelta estuvo incluso al borde del descenso. Pepe Mel fue destituido (siendo el entrenador que más tiempo ha estado al frente del Rayo) y le sustituyó el director deportivo, Felipe Miñambres, consiguiendo 11 puntos de los últimos 21 puntos posibles. Y un total de 22 puntos en 18 partidos.
Aun así, en la Copa del Rey realiza una digna actuación, eliminando a la Real Sociedad en la 2.ª eliminatoria y después al Córdoba. Ya en 16.os gana al Athletic Club, el por entonces vigente subcampeón, por 2-0 y 2-2. Es eliminado por el R. C. D. Mallorca, al que derrota en Vallecas por 2-1, pero pierde en la isla por 3-1.

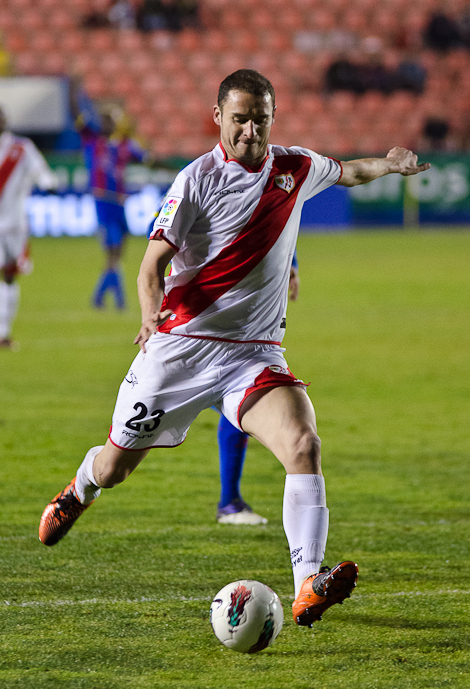
Andrija Delibašić, jugador del club entre 2010 y 2013.

En la temporada 2010-11, abandona el club Rubén Castro, al Betis y llega Delibasic, del Hércules. José Ramón Sandoval, artífice del ascenso del filial a 2.ªB, se pone al frente del primer equipo a petición de la afición y tras la vuelta de Miñambres a su puesto de director deportivo. La directiva vuelve a cambiar el escudo del club (es más ancho y la V es de color rojo), decisión que la afición se toma como otro insulto a la historia de su club.
El equipo logra su mejor inicio de temporada al ganar los 5 primeros partidos y se mantiene en los puestos de arriba durante toda la competición, llegando a ser líder en cuatro ocasiones.
Sin embargo, la crisis económica precipitó la caída del conglomerado de empresas Nueva Rumasa de la familia Ruiz-Mateos, siendo el Rayo Vallecano una de las diez empresas del grupo que se acogieron en febrero de 2011 a la Ley Concursal para tratar de evitar una inminente suspensión de pagos.
Ante las complicaciones extradeportivas, la afición (con la Plataforma ADRV al frente) crea y organiza la "Fila 0", donde todo el que quisiera pudiese hacer un donativo, o comprar una camiseta con el lema "Equipo y afición, unidos por un sentimiento", para pagar a los trabajadores, jugadores y canteranos del club. La movilización, integración y apoyo a los jugadores por parte de la afición y del barrio de Vallecas es innegable en este periodo: pañoladas y tarjetas rojas durante los partidos, pancartas de protesta, se arrancan las letras de Teresa Rivero del estadio, se convoca una manifestación (12 de marzo de 2011) desde el Puente de Vallecas hasta el estadio con el lema "87 años de historia merecen más respeto", y se monta una cadena humana alrededor del estadio previo al partido frente al Granada. Incluso un tifo de los ultras Bukaneros llamó la atención a la opinión pública, imitando el cartel de la saga "El Padrino" con las letras "La familia", junto al retrato de José María Ruiz-Mateos. Aun habiendo problemas con los salarios atrasados de los jugadores y el cuerpo técnico, el equipo no dejó en ningún momento de estar entre los dos primeros puestos de la tabla, siendo líder hasta en cuatro ocasiones.

### Tercera etapa: Renacer del Rayo y vuelta a Primera (2011-2024)

Gráfico del desempeño del Rayo Vallecano en la liga 1929-2023

El 5 de mayo de 2011, ante la presión económica y el rechazo continuo de la afición, se hace oficial la venta del club al empresario madrileño Raúl Martín Presa, que se hace con el 98,6% de las acciones. El empresario asume la deuda del club y se compromete a pagar a plazos los salarios atrasados a los jugadores y cuerpo técnico, quienes llevaban toda la temporada sin cobrar, y con la esperanza de conseguir el ascenso a la Primera División. El club atraviesa la peor crisis de su historia, quebrado financieramente, embargado y con una deuda no cuantificable en ese momento, al borde de la desaparición.
El día 22 de mayo de 2011 logran matemáticamente el ascenso a Primera división ganando 3-0 al Xerez. El equipo dirigido por Sandoval volvería a jugar la máxima categoría del fútbol español 8 años después, siendo el sexto ascenso de su historia a la Primera División y tras llevar la plantilla a varios meses sin cobrar.
El 20 de junio, dos meses después de tomar las riendas del club, el presidente Martín Presa anuncia la entrada del Rayo Vallecano en Ley Concursal, admitiendo que "era un procedimiento lógico e inevitable, dada la situación del club".
El 23 de julio, los nuevos propietarios deciden prescindir de Jesús Fraile, gerente del club desde 2006 y muy cercano a la familia Ruiz-Mateos. El 3 de agosto se hace oficial su sustituto, Antonio Fernández Monterrubio.
Para el comienzo de la campaña 2011-12, llegan al club jugadores como Daniel Pacheco (del Liverpool F. C.), Botelho (del Arsenal), Raúl Tamudo, Michu, Trashorras, Labaka, y Sergio "Koke" Contreras. En el mercado de invierno destacan Diego Costa y el regreso de Armenteros, cedidos por el Atlético de Madrid y el Sevilla respectivamente. El 5 de abril, Sandoval hace pública en rueda de prensa que los administradores concursales del club le han demandado por supuestos cobros irregulares de su contrato de la anterior campaña. Esa misma semana, en la jornada 32, el partido en Vallecas frente al C. A. Osasuna dejó la mayor goleada del Rayo en Primera (6-0). El Rayo se salvó del descenso en la última jornada contra el Granada, gracias a un gol de Raúl Tamudo en el tiempo de descuento.

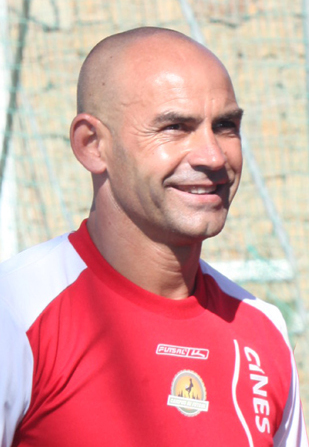
Paco Jémez, exfutbolista del club, logró la mejor clasificación histórica del Rayo (un octavo puesto) en la temporada 2012-13, practicando un fútbol alegre y ofensivo.

El 25 de mayo de 2012 el club anuncia la no renovación del entrenador José Ramón Sandoval, pese haber cumplido con el objetivo de la permanencia. El 22 de junio se hace oficial el fichaje de un viejo conocido exfutbolista de la entidad, Paco Jémez, que venía de hacer una gran temporada con el Córdoba. Ese mismo día Raúl Tamudo deja el Rayo para fichar por el Pachuca.
La temporada 2012-13 la termina el Rayo en 8.ª posición con 53 puntos, siendo la mejor temporada (tanto en puntos como en clasificación) de la Historia del equipo, que además practicó un hermoso fútbol de ataque. Esa temporada el Rayo Vallecano consigue clasificarse para la UEFA Europa League tras la sanción impuesta al Málaga C. F., pero al encontrarse en concurso de acreedores no se le concede la licencia y su plaza la ocupa el Sevilla F. C.
El 12 de agosto de 2013 muere Marcelino Gil Blázquez, máximo mandatario del Rayo Vallecano que ascendió a Primera División por primera vez en la Historia (sin perder ningún partido en casa) y que fuera bautizado como Matagigantes gracias a una excepcional siguiente temporada en la máxima categoría del fútbol español, venciendo en Vallecas a Real Madrid, F. C. Barcelona, Atlético de Madrid, Valencia C. F., Athletic Club y Sevilla.
La temporada 2013-14 está marcada por la salida de grandes pesos pesados del Rayo Vallecano, como Piti, quien abandona el Rayo con destino al Granada C. F. después de un gran camino desde 2.ª B hasta la élite y que terminó cuajando su mejor temporada anotando 15 goles en Primera; Javi Fuego, unos de los mejores recuperadores de la Liga BBVA, se marcha libre al Valencia C. F.; Léo Baptistao, la revelación de la temporada en Vallecas, se marcha al Atlético de Madrid; Casado, uno de los mejores y más prometedores laterales de la Liga y que acababa contrato, sufrió una lesión de gravedad en la rodilla y actualmente se encuentra sin club tras desestimar el Levante U. D. su contratación. También se marchan grandes jugadores como Jordi Figueras al Real Betis Balompié, Delibasic, Jordi Amat recala en las filas del Swansea City de Michu. A todo esto hay que añadir a Mikel Labaka, quien cuelga las botas. Tras un mal comienzo de la temporada, el equipo consigue una histórica segunda vuelta, ganando cinco partidos en Vallecas y salvándose un mes antes del final de la temporada con grandes actuaciones de Joaquín Larrivey y Alberto Bueno. Como en año anteriores el mercado estival se convierte en un rompecabezas para la secretaría técnica del club para la formación de un nuevo equipo tras las bajas varios pilares del equipo como Joaquín Larrivey, José Carlos Fernández Vázquez, Alejandro Gálvez, Razvan Rat, Rubén Martínez o Anaitz Arbilla y la vuelta a sus equipos correspondientes tras su periodo de cesión de Rubén Rochina y Iago Falque.

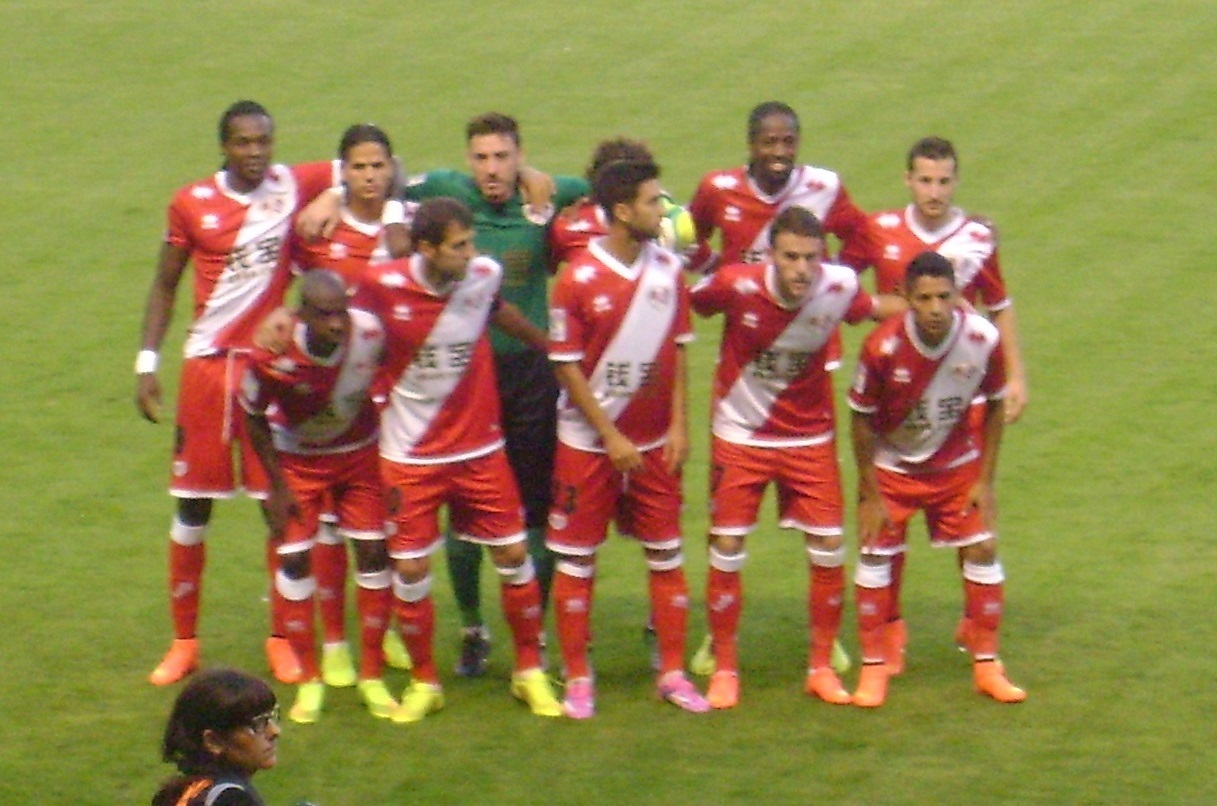
Jugadores del Rayo Vallecano.

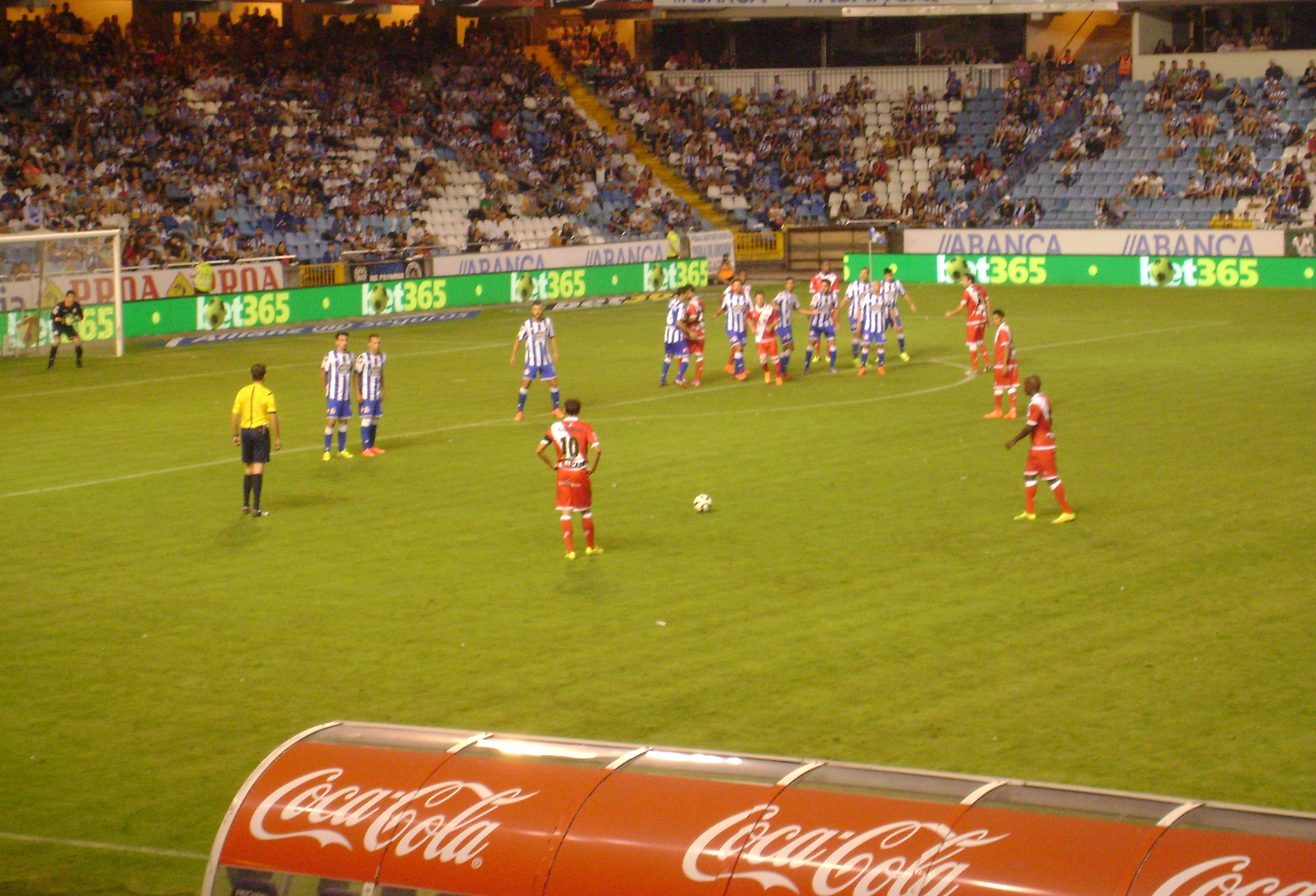
Partido disputado entre el Deportivo de La Coruña y el Rayo Vallecano en la temporada 2014-2015.

A comienzos de la temporada 2014-15, se produce un hecho en el club que da la vuelta a España. El 21 de noviembre es desahuciada en Vallecas Doña Carmen, de 85 años, quien llevaba más de 50 viviendo en su casa. Las primeras palabras de Paco Jémez a sus jugadores en el entrenamiento de ese día trataron sobre una táctica inédita: les propuso ayudar a la anciana que había conmovido al barrio. El técnico, la plantilla, la afición y todo el club se volcaron en ayudar, y se comprometieron a pagarle a Doña Carmen un alquiler mientras viviese o se hiciese cargo la Administración. Tras el entrenamiento, fue el propio Paco el que se lo comunicó a su nieto Luismi y a dos miembros de la Plataforma de Afectados por la Hipoteca. El entrenador asumió el contrato del nuevo hogar que elija Carmen para vivir el resto de su vida, y la plantilla aportará una cantidad para ayudar a su manutención. Un gesto que desbordó las redes sociales y aplaudió toda la sociedad española.
En cuanto a lo deportivo, el Rayo no pasó demasiados apuros durante la temporada, la cual la pasó siempre en la zona media de la tabla, consiguiendo la salvación a tres jornadas del final; con lo cual, por primera vez en su historia, el equipo franjirrojo encadena cinco temporadas consecutivas en Primera División. Destacó el rendimiento del mediapunta Alberto Bueno, que logró marcar diecisiete goles siendo el máximo anotador del equipo.
La temporada 2015-16 empezó con bastantes apuros. Los resultados positivos se vieron poco y las lesiones destrozaron al equipo. El 10 de noviembre de 2015 el Rayo Vallecano oficializa la compra de la franquicia de Oklahoma City FC y nace el Rayo Oklahoma City. Este equipo competiría a partir del 2016 en la NASL (North American Soccer League) y disputaría sus encuentros como local en el Estadio de Yukon: el proyecto fue un absoluto fracaso y la franquicia desapareció en apenas un año. A finales de esta temporada el Rayo consumó el descenso a Segunda División. Pero aun así en el último partido la afición de Vallecas demostró que en las buenas y en las malas siempre estará con su equipo, despidiéndole sin un solo abucheo.
A su vuelta a la división de plata, el Rayo fue entrenado por José Ramón Sandoval hasta la jornada 13 y por Rubén Baraja hasta la 26. Ambos dejaron al equipo en decimosexta posición a un punto del descenso. Finalmente se contrató a Míchel que, en las últimas 16 jornadas, subió al conjunto a la duodécima plaza, salvándolo por un margen de cinco puntos. En esta temporada debutó con el Rayo Fran Beltrán, promesa del fútbol español que se convierte en uno de los jugadores más importantes del Rayo.
La temporada 2017-18 sería histórica para el Rayo, al proclamarse campeón de Segunda División por vez primera, gracias a los grandes fichajes del nuevo director técnico, exjugador del Club, David Cobeño. El conjunto rayista militaría entre el ascenso directo y los puestos de playoffs durante casi toda la temporada. En la penúltima jornada de liga, Alexandre Moreno marca un gol contra el C. D. Lugo que le garantiza el séptimo ascenso a Primera División al equipo de Vallecas. A tal fin fueron clave los veinticuatro goles que marcó Raúl de Tomás. En la última jornada, pese a perder contra el Gimnàstic, el Rayo se alzó con el título gracias a la derrota del Huesca (subcampeón) ante el Real Oviedo, siéndole entregado el trofeo de campeón el 24 de julio de 2018. Fue el tercer equipo madrileño capaz de proclamarse campeón de Segunda División, tras el Castilla y el Atlético de Madrid: el Leganés y el Getafe, pese a jugar en Primera, nunca ascendieron como campeones. El ascenso del Rayo también habilitó otro hito: la presencia de cinco equipos madrileños en la máxima categoría del fútbol español para la 'temporada 2018-19'. Nunca había contado una provincia con tantos clubes a la vez en la máxima categoría.
En su regreso a la máxima categoría, encadenó una serie de malos resultados que provocaron el cese de  Míchel y el regreso de Jémez en marzo de 2019, bajo cuya dirección se produjo un nuevo descenso a Segunda División al finalizar los madrileños en el último puesto de la clasificación.
De vuelta en la división de plata, durante la temporada 2019-20, el Rayo protagonizaría varias efemérides de la historia del fútbol de España. El 15 de diciembre de 2019, su partido en casa ante el Albacete fue suspendido transcurrida la mitad del tiempo reglamentario por unos cánticos contra el jugador visitante Zozulia. Debido a la pandemia de COVID-19, el partido no pudo reanudarse hasta el 10 de junio de 2020, finalizando con victoria rayista gracias a un solitario gol de Advincula. De esta manera, ese partido se convirtió en el más largo de la historia del fútbol profesional español, transcurriendo casi medio año desde su inicio hasta el pitido final; además de ser el primer partido de fútbol profesional disputado desde que se suspendió la competición deportiva en España por la mentada pandemia.

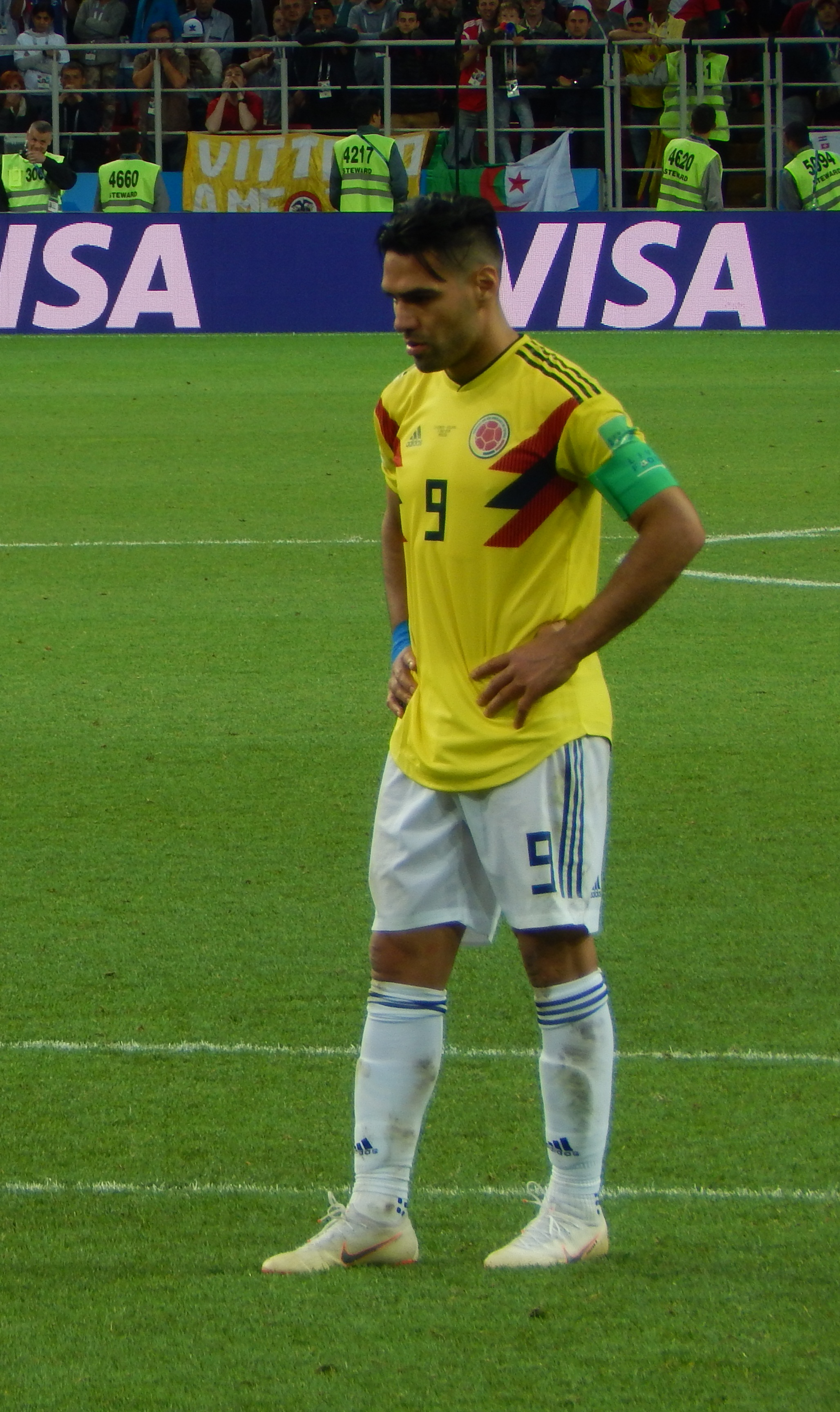
Radamel Falcao, jugador del Rayo entre 2021 y 2024.

En la  '2020-21',  y ahora bajo la dirección técnica del ex capitán del Athletic Andoni Iraola, terminó 6.º en la tabla, por lo cual tuvo el derecho de jugar el play-off para poder ascender a Primera División. El 20 de junio de 2021, el Rayo Vallecano regresa a Primera División tras la victoria en la vuelta de la final de la eliminatoria de ascenso, al imponerse en el resultado global por 2-3 ante el Girona; 1-2 en Madrid, 0-2 en Gerona.
En la 2021-22, tuvo mucha repercusión el fichaje de su nuevo delantero Radamel Falcao, que ofreció un gran rendimiento en su debut, y en la que lograría la permanencia sin apuros, vino marcada por la obtención del récord como equipo invicto jugando de local y la consecución de un puesto en semifinales de Copa del Rey 40 años después, siendo eliminado por el Real Betis (1-2 y 1-1), a la postre campeón de ese torneo.
El equipo finalizó la temporada siguiente en el undécimo puesto, y se mantuvo igualmente en Primera División en la 2023-24, año de su Centenario, que se celebró mediante un partido de leyendas del Club. No obstante en esa temporada 2023-2024, el conjunto vallecano sufrió más de la cuenta para permanecer en la categoría, ya que obtuvieron sólo 38 puntos y hubo un relevo de técnico, ya que el entrante Francisco, que sustituía a Andoni Iraola, fue cesado en la jornada 24 en favor del segundo a bordo de su predecesor Iraola, el que fuera jugador de Athletic, Numancia y Osasuna Íñigo Pérez.

### 2024-Actualidad
Recién iniciada la temporada 2024-2025, en la recta final del año de su Centenario, el Rayo acometió el mediático fichaje de James Rodríguez,con quien tuvo problemas al no ser convocado y no encontró su sitio en el plantel.
Finalmente, en el año del centenario, el 24 de mayo de 2025 empató frente al RCD Mallorca, y una vez el Osasuna no consumó su victoria frente al Deportivo Alavés en Mendizorroza, el Rayo  logró la clasificación a la Conference League, volviendo a competiciones Europeas 25 años después por méritos deportivos, consiguiendo a su vez el segundo mejor registro de puntos obtenido, gracias en gran medida a que esta ha sido la temporada con menos derrotas en liga (12 en 38 jornadas) en el historial del conjunto franjirrojo en La Liga. Por tanto, igualará en la 2025-26, su mayor racha de campañas consecutivas en Primera División con cinco.

## Instalaciones

### Estadio

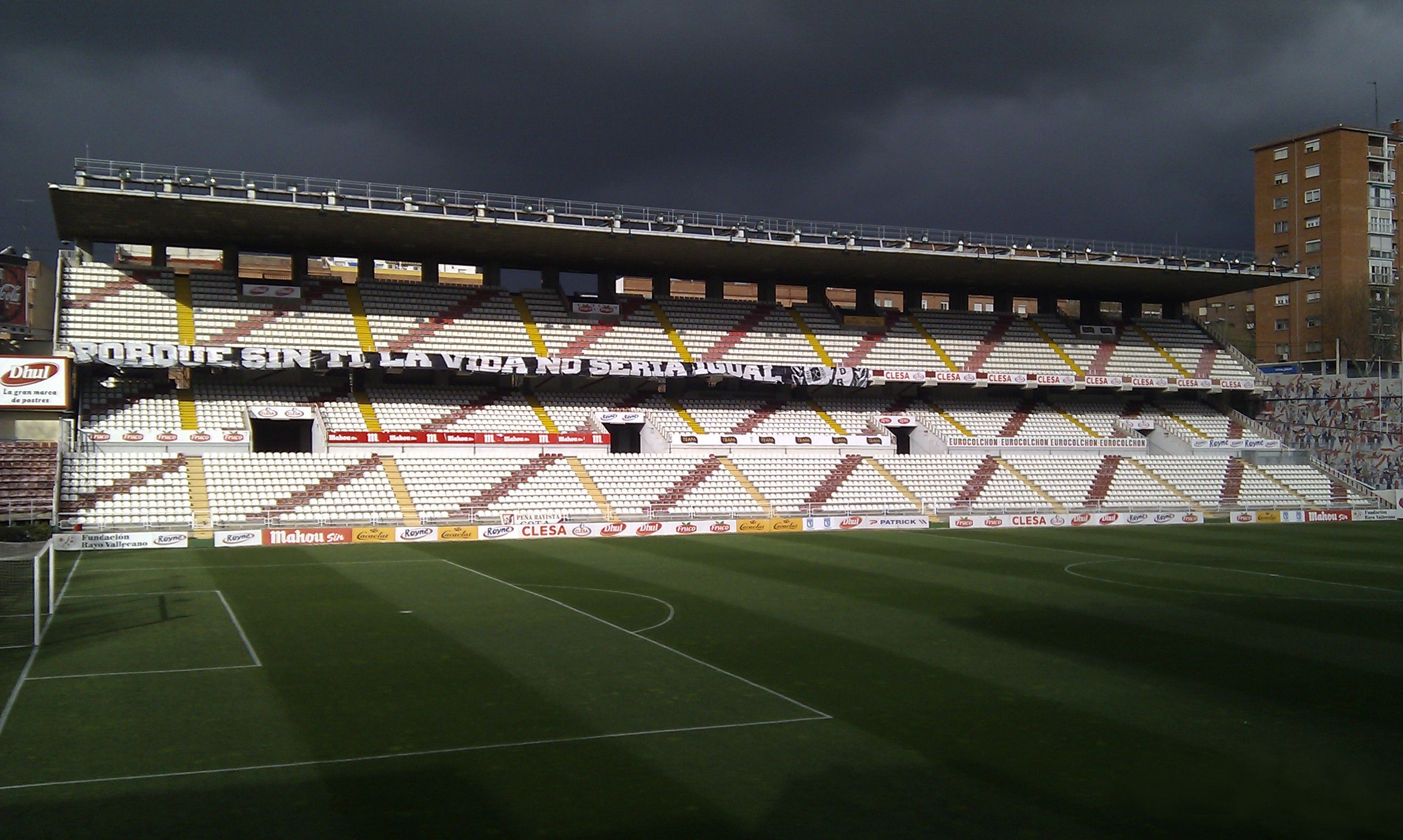
El Rayo juega sus partidos en el Estadio de Vallecas.

El Estadio de Vallecas está situado en la calle Payaso Fofó esquina con la avenida de la Albufera s/n del distrito de Puente de Vallecas, en Madrid (España).
Reconstruido sobre el anterior estadio, el actual se inauguró el 10 de mayo de 1976. En un principio, se le denominó "Nuevo Estadio de Vallecas", pero en enero de 2004, 13 años después de la llegada de la familia Ruiz-Mateos en 1991, se le puso el nombre de su mujer, Teresa Rivero, primera mujer presidenta de un equipo de fútbol de Primera División en la Historia de la Liga española. Durante la temporada 2011, el estadio amaneció con el letrero de "Teresa Rivero" arrancado, dejando solo visible el nombre "Campo de Fútbol de Vallecas".
En junio de 2009 el club anunció que iba a proyectar un nuevo estadio, con una capacidad de 30 000 espectadores, y unas características al más puro estilo "galáctico", en la zona nueva del barrio, el ensanche de Vallecas, junto a la ciudad deportiva. Pero este proyecto en la actualidad se encuentra varado por falta de financiación y de liquidez.
En marzo de 2011 se eliminan por fin las vallas que rodean el perímetro del campo separándolo del graderío. Para llevar a cabo esta reforma, se hace necesario eliminar las dos primeras filas de ambos laterales para guardar la distancia mínima exigida entre el terreno de juego y los espectadores.
Durante el verano de 2011, el Rayo Vallecano inscribió al estadio en la LFP, denominándolo "Campo de Fútbol de Vallecas", por lo que este pasa a ser el nombre oficial del estadio, provisional a falta de un referéndum que se celebró previamente a los dos primeros partidos de Liga en casa. Las tres opciones fueron "Campo de Fútbol de Vallecas", "Nuevo Estadio de Vallecas" (como se llamaba antes) o "Estadio de Vallecas", además de otras alternativas que podrían proponer los socios. Ganó la tercera opción.
Posee una capacidad de 14 528 espectadores sentados y unas dimensiones de 102×65 m y como curiosidad destaca que uno los fondos no tiene grada detrás de la portería, tan sólo un gran muro con paneles informativos, característica que llamó la atención al mismísimo Zidane en su primer año jugando en el Real Madrid.
Se puede llegar a él a través de la estación de Portazgo, de la Línea 1 del Metro de Madrid. También tienen parada junto al estadio las líneas 54, 58, 103 y 136 más el nocturno N25 pertenecientes a la EMT Madrid.

### Ciudad deportiva
El 8 de marzo de 2006, Esperanza Aguirre, Presidenta de la Comunidad de Madrid, Alberto Ruiz-Gallardón, Alcalde de Madrid, y Teresa Rivero, Presidenta del Rayo Vallecano, firmaron el protocolo general de actuación para la construcción de la Ciudad deportiva Fundación Rayo Vallecano.
El 28 de junio de 2010 tuvo lugar su inauguración con asistencia de las dos presidentas y de Manuel Cobo, Vicealcalde de Madrid.
La ciudad deportiva Rayo Vallecano, sita en el Ensanche de Vallecas (distrito de Villa de Vallecas), se asienta sobre una superficie de 75 934 metros cuadrados y consta de los siguientes elementos:
- Cinco campos de fútbol:

El campo 5 es de césped natural donde entrena el primer equipo y juega sus partidos el filial. Cuenta con un solo fondo de gradas y graderío de pie que lleva al Bar Rayo Vallecano.
El campo 4 es de césped artificial donde entrena y juega sus partidos el equipo femenino. También tiene una grada en el fondo y un graderío de pie.
Los campos 1, 2 y 3 sirven de campo de entrenamiento y de partidos oficiales al resto de cantera masculina y femenina y a la Fundación.
- También cuenta con un campo de entrenamiento de porteros (las medidas del campo de césped natural son de 111x73 m, con unas dimensiones de juego de 105x68 m).
- Un edificio central desde donde se gestiona el club y la página web oficial, así como otros usos auxiliares o servicios.
- Un gimnasio para todos los integrantes del club.
- Un Bar-Restaurante desde donde se puede comer viendo tranquilamente un entrenamiento o un partido del Rayo Vallecano "B" o Rayo Vallecano Femenino.

## Datos del club
- Temporadas en 1.ª: 22 (incluyendo la temporada 2024-25).
- Temporadas en 2.ª: 38.
- Temporadas en 2.ª B: 5.
- Temporadas en 3.ª: 11.
- Mejor puesto en Primera División: 8.º (2012-13, 2024-25).
- Peor puesto en Primera División: 20.º (2018-19).
- Mejor clasificación en Copa del Rey: Semifinal (1981-82 , 2021-22).
- Puesto histórico en la clasificación histórica de Primera División de España: 22.º
- Puesto histórico en la clasificación histórica de Segunda División de España: 7.º
- Participaciones en competiciones internacionales: 1.
  - Copa de la UEFA: 1 (2000-01). Cuartos de final, eliminados por el Deportivo Alavés.
- Jugadores internacionales con la Selección absoluta española (convocados siendo jugadores del Rayo): 2[76]
  - Primer jugador internacional: Antonio Guzmán Núñez (24 de mayo de 1978).
  - Último jugador internacional: Luis Cembranos (26 de enero de 2000).
- Máximo goleador histórico: Miguel Sánchez, 67 goles (1993-1996, 1997-2003, 2006-2012)
- Victoria más amplia en casa: Rayo Vallecano 6-0 C. A. Osasuna (Primera División de España 2011-12). Rayo Vallecano 6-0 Constel·lació Esportiva (Copa de la UEFA 2000-01), siendo esta la mayor victoria internacional de local.
- Victoria más amplia fuera: Constel·lació Esportiva 0-10 Rayo Vallecano (Copa de la UEFA 2000-01), siendo esta también la mayor victoria internacional de visitante.
- Derrota más amplia en casa: Rayo Vallecano 0-7 F. C. Barcelona (Primera División de España 2011-12) y Rayo Vallecano 0-7 Atlético de Madrid (Primera División de España 2023-24).
- Derrota más amplia fuera: Real Madrid C. F. 10-2 Rayo Vallecano (Primera División de España 2015-16).

## Símbolos

### Himno
El autor de la letra del himno oficial fue Francisco Hernández Castanedo y el compositor de la música, Rafael Guillén. Fue grabado por primera vez en la temporada 1952-53 en Musivox, ubicada por aquel entonces en la Puerta del Sol de Madrid. La letra del himno oficial es la siguiente:
El Rayo Vallecano siempre que juega
derrocha valentía, coraje y nobleza.
En todos los partidos da el corazón
y el pecho, ambicionando ser el mejor.
El triunfo de la mano nadie puede arrebatar,
al Rayo Vallecano cuando sale a golear.
El Rayo Vallecano, del jugar hace virtud.
El Rayo Vallecano, es fuerza y juventud.
Por ver el limpio triunfo de tus colores
te sigue la hinchada, y no le importa donde,
y unánime pregona su alegre voz.
El Rayo tiene temple de campeón.
El triunfo de la mano nadie puede arrebatar,
al Rayo Vallecano cuando sale a golear.
El Rayo Vallecano, del jugar hace virtud.
El Rayo Vallecano, es fuerza y juventud.
¡Alabí! ¡Alabá!
¡El Rayo Vallecano!
¡Ra, ra, ra!
Además de contar con su himno oficial, el Rayo está presente en composiciones de grupos diversos, siendo una de las más conocidas la canción Como un Rayo de Ska-P. También es muy popular el cántico "La Vida Pirata", que la UEFA considera un himno oficioso del Rayo.

### Escudo

Escudo de Vallecas.

El escudo del Rayo ha variado poco a lo largo de la historia, desde su aparición en 1924. Elementos tales como la forma, el borde dorado, los colores y la inclusión de las iniciales en el interior, se encuentran desde el primer boceto y se mantienen hoy día.
El primer formato del escudo del Rayo Vallecano ya presentaba un estilo suizo, aunque ensanchado. En su interior poseía un rayo de color rojo que cruzaba en diagonal, el cual no ha cambiado su forma, y las letras A, D y R, las iniciales del nombre del club en su fundación (Agrupación Deportiva El Rayo). La A aparecía en el cantón diestro del escudo; la D en el cantón siniestro y la R, en el punto de la punta.
En 1947 aparece el escudo de Vallecas y se incluyó la V, al pasar el club a denominarse Agrupación Deportiva Rayo Vallecano. Las iniciales pasaron a estar en el lado derecho, de arriba abajo, de donde no se han movido, y el rayo dividía ambas zonas. De ahí en más, la insignia se mantiene prácticamente inalterable, solo con pequeños cambios, como la tipografía de las letras, la anchura del rayo, la bordura del escudo o el blasón de Vallecas.
En 1992 se introdujo la sigla SAD en la parte inferior, al convertirse en Sociedad anónima deportiva, pero tres años después se retiró, al mismo tiempo que se cambiaron las iniciales, por la del nuevo nombre y actual de la entidad: R, V y M (Rayo Vallecano de Madrid).
Una modificación importante se hizo el año 2009: la V pasó a ser roja, un cambio que no le gustó a la afición y se revirtió en 2012. Aquel año, con el fin de la administración de la familia Ruiz-Mateos del accionariado, se produjo el último rediseño del escudo, el antes mencionado referido a las letras, y se aclaró ligeramente el perfil.
El 2 de mayo de 2024 se presentó un logo por el centenario de la institución, el cual juega con el rayo del escudo para formar un 100. Este diseño busca celebrar el origen del club y conexión con sus hinchas a la largo de sus cien años de vida.

## Uniforme
- Uniforme titular: Camiseta blanca con franja diagonal en forma de rayo roja, pantalón blanco y medias blancas.
- Uniforme alternativo: Camiseta roja con franja diagonal en forma de rayo negra, pantalón rojo y medias rojas.
- Tercer uniforme: Camiseta negra con franja diagonal en forma de rayo amarilla, pantalón negro y medias negras.

### Uniforme titular
| 1924 | 1949 | 1955 | 1966 | 2011-12 | 2012-13 | 2013-14 | 2014-15 | 2015-16 |  |

| 2016-17 | 2017-18 | 2018-19 | 2019-20 | 2020-21 | 2021-22 | 2022-23 | 2023-24 | 2024-25 |  |

| 2025-26 |

### Uniforme alternativo
| 2014-15 | 2015-16 | 2016-17 | 2017-18 | 2018-19 | 2019-20 | 2020-21 | 2021-22 | 2022-23 |  |

| 2023-24 | 2024-25 | 2025-26 |  |

### Tercer uniforme
| 2014-15 | 2015-16 | 2016-17 | 2017-18 | 2018-19 | 2019-20 | 2020-21 | 2021-22 | 2022-23 |  |

| 2023-24 | 2024-25 | 2025-26 |  |

### Indumentaria y patrocinadores
| Periodo   | Proveedor          | Patrocinador |
| --------- | ------------------ | ------------ |
| 1977-1979 | [ 83 ]             | Ninguno      |
| 1979-1980 |                    | Ninguno      |
| 1980-1981 | Meyba              | Ninguno      |
| 1981-1982 | Arkapen            | Ninguno      |
| 1982-1983 | Arkapen            | Ninguno      |
| 1984-1985 | Arkapen            | Alcampo      |
| 1985-1986 | Weiss              | Alcampo      |
| 1986-1987 |                    | Alcampo      |
| 1987-1988 | Repuestos Menéndez |              |
| 1988-1989 | Ninguno            |              |
| 1989–1990 |                    | Mercasa      |
| 1991–1992 |                    | Hispagres    |
| 1992–1993 | Ciripolen          |              |
| 1993–1994 | MMT Seguros / Dhul |              |
| 1994–1996 |                    | Dhul         |
| 1996–1997 | Estepona           |              |
| 1997-1999 | Trapa              |              |
| 1999–2005 | Nueva Rumasa       |              |
| 2005-2006 | J'Hayber           | Elgorriaga   |
| 2006-2007 | J'Hayber           | Dhul         |
| 2007-2011 |                    | Clesa        |
| 2011–2012 |                    | Ninguno      |
| 2012-2014 |                    | Ninguno      |
| 2014-2015 | Qbao.com           |              |
| 2015-2016 | Qbao.com           |              |
| 2016-2017 | Ninguno            |              |
| 2017-2018 | Bufete Rosales     |              |
| 2018-2020 | Ninguno            |              |
| 2020–     |                    | DIGI         |

## Participación en competiciones europeas
| Temporada | Torneo          | Ronda         | Club                    | Ida  | Vuelta | Global |
| --------- | --------------- | ------------- | ----------------------- | ---- | ------ | ------ |
| 2000-01   | Copa de la UEFA | Ronda previa  | Constel·lació Esportiva | 0-10 | 6-0    | 0-16   |
| 2000-01   | Copa de la UEFA | Primera ronda | Molde FK                | 0-1  | 1-1    | 1-2    |
| 2000-01   | Copa de la UEFA | Segunda ronda | Viborg                  | 1-0  | 2-1    | 2-2    |
| 2000-01   | Copa de la UEFA | 1/16 final    | Lokomotiv de Moscú      | 0-0  | 2-0    | 0-2    |
| 2000-01   | Copa de la UEFA | 1/8 final     | Girondins de Burdeos    | 4-1  | 1-2    | 6-2    |
| 2000-01   | Copa de la UEFA | 1/4 final     | Deportivo Alavés        | 3-0  | 2-1    | 4-2    |

## Organigrama deportivo

### Jugadores
Durante los casi cien años de la entidad han vestido la camiseta del club más de ochocientos futbolistas. Entre ellos existen algunos jugadores de renombre, especialmente entre los extranjeros. Los jugadores de nacionalidad argentina son los más representados —a excepción de los españoles— con más de una cuarentena de futbolistas. En total, más de ciento cincuenta jugadores extranjeros han defendido la camiseta rayista desde que Juan Lorenzo lo hiciera en el año 1956.
Además destacan en la historia vallecana los jugadores que más años estuvieron bajo disciplina del club, los madrileños Miguel Sánchez y Jesús Diego Cota con un total de diecisiete temporadas cada uno en el primer equipo. Honor destacable logrado también por Cota es el de ser el único futbolista en la historia rayista en desarrollar la totalidad de su carrera profesional en el club, formando así parte del denominado One Club Man —donde también se encuentran Félix Bardera y José González—.
En cuanto al número de partidos y goles, el ya citado Cota encabeza la lista con un balance de 458 partidos —diecinueve por encima de Miguel Uceda— y encabezan la lista de goleadores históricos con 67 los ya citados González y Sánchez. Cabe destacar al argentino Óscar Trejo —en activo a fecha de 2023—, quien es el extranjero con más partidos disputados con 277, tras superar al nigeriano Wilfred Agbonavbare y sus 189 encuentro en 2021.
| Máximos goleadores | Máximos goleadores                                 | Máximos goleadores | Más partidos disputados | Más partidos disputados  | Más partidos disputados | Más temporadas disputadas | Más temporadas disputadas               | Más temporadas disputadas |
| ------------------ | -------------------------------------------------- | ------------------ | ----------------------- | ------------------------ | ----------------------- | ------------------------- | --------------------------------------- | ------------------------- |
| 1.                 | José González, "Potele" / Miguel Sánchez, "Míchel" | 67 goles           | 1.                      | Jesús Diego Cota         | 458 partidos            | 1.                        | Miguel Sánchez, "Míchel"                | 18 años                   |
| 2.                 | José Agustín Soto                                  | 64 goles           | 2.                      | Miguel Uceda             | 429 partidos            | 2.                        | Jesús Diego Cota                        | 17 años                   |
| 3.                 | Francisco Medina, "Piti"                           | 57 goles           | 3.                      | Miguel Sánchez, "Míchel" | 425 partidos            | 3.                        | Félix Bardera, "Felines"                | 13 años                   |
| 4.                 | Antonio Illán                                      | 56 goles           | 4.                      | Félix Bardera, "Felines" | 405 partidos            | 4.                        | Miguel Uceda                            | 12 años                   |
| 5.                 | Jon Pérez Bolo                                     | 54 goles           | 5.                      | Ángel Luis Alcázar       | 346 partidos            | 5.                        | José González, "Potele" / Antonio Amaya | 11 años                   |
| Ver lista completa | Ver lista completa                                 | Ver lista completa | Ver lista completa      | Ver lista completa       | Ver lista completa      | Ver lista completa        | Ver lista completa                      | Ver lista completa        |

Nota: En negrita los jugadores activos en el club. Temporadas contabilizadas con ficha del primer equipo.

### Plantilla
Tal y como exige la normativa de la LaLiga, los jugadores de la primera plantilla deberán llevar los dorsales del 1 al 25. Los jugadores con dorsales superiores al 25 son, a todos los efectos, jugadores del Rayo Vallecano "B", y como tales, podrán compaginar partidos con el primer y segundo equipo. Por otro lado, un canterano debe permanecer al menos tres años en edad formativa en el club (15-21 años) para ser considerado como tal.
Según normativa UEFA, cada club solo puede tener en plantilla un máximo de tres jugadores extracomunitarios, que ocupen plaza de extranjero. La lista incluye sólo la principal nacionalidad de cada jugador, aunque algunos de los jugadores no europeos tienen doble nacionalidad de algún país de la UE:
- Óscar Trejo posee la doble nacionalidad argentina e italiana.
- Augusto Batalla posee la doble nacionalidad argentina e italiana.
- "Pacha" Espino posee la doble nacionalidad uruguaya y española.
- Randy Nteka posee la doble nacionalidad angoleña y francesa.
- Etienne Eto'o posee la doble nacionalidad camerunesa y española.
- Nobel Mendy posee la triple nacionalidad senegalesa, bisauguineana y francesa.
- Ivan Balliu no ocupa ficha de extracomunitario ya que Albania tienen un Acuerdo de Asociación con la Unión Europea. Además, Balliu posee la nacionalidad española.
- Pathé Ciss y Abdul Mumin tampoco ocupan plaza de extracomunitario, ya que Senegal y Ghana están dentro del Acuerdo de Cotonú.

### Altas y bajas 2025-26
- Los precios no se incluye IVA o sumas por objetivos, ya que no han sido efectivos.

| Altas              | Altas   | Altas          | Altas                 | Altas    | Altas                           | Altas       |
| Jugador            | Edad    | Posición       | Origen                | Contrato | Tipo                            | Coste       |
| ------------------ | ------- | -------------- | --------------------- | -------- | ------------------------------- | ----------- |
| Augusto Batalla    | 29 años | Portero        | C. A. River Plate     | 2030     | Traspaso                        | 1.600.000 € |
| Fran Pérez         | 22 años | Centrocampista | Valencia C.F.         | 2029     | Traspaso                        | 1.000.000 € |
| Luiz Felipe        | 28 años | Defensa        | Olympique de Marsella | 2026     | Libre                           | 0 €         |
| Gerard Gumbau      | 30 años | Centrocampista | Granada C.F.          | 2026     | Cesión                          | 0 €         |
| Jozhua Vertrouwd   | 20 años | Defensa        | C.D. Castellón        | 2026     | Cesión con obligación de compra | 0 €         |
| Nobel Mendy        | 21 años | Defensa        | Real Betis            | 2026     | Cesión con opción de compra     | 0 €         |
| Miguel Ángel Morro | 24 años | Portero        | F.C. Vizela           | 2026     | Vuelta de cesión                | 0 €         |
| Diego Méndez       | 21 años | Centrocampista | C.D. Eldense          | 2026     | Vuelta de cesión                | 0 €         |

| Bajas              | Bajas   | Bajas          | Bajas        | Bajas  | Bajas |
| Jugador            | Edad    | Posición       | Destino      | Tipo   | Coste |
| ------------------ | ------- | -------------- | ------------ | ------ | ----- |
| Sergi Guardiola    | 34 años | Delantero      | Córdoba C.F. | Libre  | 0 €   |
| Miguel Ángel Morro | 24 años | Portero        | Leixões S.C. | Cesión | 0 €   |
| Raúl de Tomás      | 30 años | Delantero      | Al-Wakrah SC | Cesión | 0 €   |
| Joni Montiel       | 26 años | Centrocampista | Qarabağ FK   | Libre  | 0 €   |

## Rivalidades
El club también ha entablado una rivalidad con el Getafe CF por ver quién es el tercer equipo de la comunidad de Madrid, los primeros partidos entre ambos datan de los años 60s, pero la rivalidad ha ido creciendo con el ascenso de ambos equipos a la máxima categoría del futbol español.

## Presidentes
| Período   | Presidente                    | Observaciones |
| --------- | ----------------------------- | --- |
| 1924-1926 | Julián Huerta Priego          | |
| 1926-1927 | José Montoya Arribas          | |
| 1927-1928 | Galo Andrés                   | |
| 1929-1930 | Javier Pérez                  | |
| 1930-1931 | José Antonio Sánchez González | |
| 1931      | Anastasio Hernández           | |
| 1931-1936 | Ángel Martínez, "El Cafeto"   | |
| 1939-1943 | Miguel Rodríguez Alzola.      | (1.er mandato) |
| 1943-1946 | Antonio Sabugueiro            | |
| 1946-1948 | José Rodríguez Rubio          | |
| 1948-1955 | Miguel Rodríguez Alzola       | (2.º mandato). |
| 1955-1958 | Jerónimo Martínez Fernández   | |
| 1958-1961 | Tomás Esteras Navalpotro      | |
| 1961-1965 | Iván Roiz Morante             | |
| 1965-1973 | Pedro Roiz Cossío             | |
| 1973-1978 | Marcelino Gil Blázquez        | |
| 1978-1980 | Francisco Encinas Carvallal   | |
| 1980-1981 | Luis Quer Méndez              | |
| 1981-1989 | Francisco Fontán de la Llave  | |
| 1989-1991 | Pedro García Jiménez          | |
| 1991-1994 | José María Ruiz-Mateos        | |
| 1994-2011 | Teresa Rivero Sánchez-Romate  | 1ª mujer en llegar a la presidencia de un club de la Primera División española. Esposa del presidente anterior, José María Ruiz-Mateos. |
| 2011-Act. | Raúl Martín Presa             | |

## Palmarés

### Trofeos nacionales
- Segunda División de España (1): 2017-18.
  - Ganador del Playoff de ascenso a 1.ª División: 2020-21.
- Segunda División B española (2): 1984-85 (Gr. II) y 2007-08 (Gr. I).
- Tercera División española (2): 1955-56 (Gr. XVI) y 1964-65 (Gr. XIV).

### Trofeos regionales
- Federación Obrera de Fútbol (1): 1931-32.
- Subcampeón Primera División Regional: 1948-49.[95]
- Segunda División Regional (1): 1940-41.[96]
- Copa de Madrid (2): 1952-53 y 1966-67.
- Copa Ramón Triana (2): 1971-72 y 1973-74.

### Trofeos amistosos
- Trofeo Vallecas (16): 1970, 1971, 1976, 1977, 1989, 1990, 1991, 1992, 1994, 1995, 1996, 2011, 2013, 2014, 2016 y 2018. (Es el club que más títulos posee de este trofeo).
  - Subcampeón del Trofeo Vallecas (5): 1993, 2012, 2015, 2017 y 2019.
- Trofeo Alcampo (2): 1985 y 1986. (Es el club que más títulos posee de este trofeo).
- Trofeo Teresa Rivero (3): 2003, 2005 y 2010. (Es el club que más títulos posee de este trofeo).
  - Subcampeón del Trofeo Teresa Rivero (6): 2002, 2004, 2006, 2007, 2008 y 2009.
- Trofeo Vallehermoso (4): 1968, 1969, 1970 y 1973. (Es el club que más títulos posee de este trofeo).
  - Subcampeón del Trofeo Vallehermoso (2): 1972 y 1974.
- Trofeo I.M.D. de Segovia (5): 2006, 2007, 2008, 2009 y 2010. (Es el club que más títulos posee de este trofeo).
- Trofeo Puchero de Alcorcón (7): 1982, 1990, 1997, 2000, 2009, 2016 y 2023.
  - Subcampeón del Trofeo Puchero de Alcorcón (2): 1983 y 2011.
- Trofeo Cervantes (5): 1971, 1975, 1985, 1998 y 2002.
  - Subcampeón del Trofeo Cervantes (5): 1974, 1986, 2001, 2007 y 2009.
- Trofeo Alcarria (3): 1992, 2005 y 2010.
  - Subcampeón del Trofeo Alcarria (1): 2012.
- Trofeo Granada (2): 1994 y 1999.
- Trofeo Villa de Leganés (4): 1980, 1981, 1985 y 2015.
  - Subcampeón del Trofeo Villa de Leganés (3): 1989, 2008 y 2018.
- Trofeo Feria de Toledo (2): 1967 y 2009.
  - Subcampeón del Trofeo Feria de Toledo (1): 1992.
- Trofeo Feria de San Julián (Cuenca) (2): 1973 y 1990.
- Trofeo Arias (Cercedilla) (2): 1974 y 1975.
- Trofeo Ciudad de Pozoblanco (2): 2010 y 2011.
- Trofeo Pavón (1): 1928.
- Trofeo Feria de Albacete (1): 1966.
- Trofeo de San Isidro (1): 1967.
- Trofeo Pedro Roiz (1): 1970.
- Trofeo Remasa (1): 1973.
- Trofeo Uralita de Getafe (1): 1975.
- Torneo Ciudad de Santa Cruz de Tenerife (1): 1979.
- Trofeo Feria Virgen del Carmen (1): 1980.
- Trofeo Metropolitano (Madrid) (1): 1980.
- Trofeo Luis Suñer (Alzira) (1): 1980.
- Trofeo Carabela de Plata (1): 1982.
- Trofeo Villafranca (1): 1982.
- Trofeo Cepsa (1): 1983.
- Trofeo Ciudad de Cáceres (1): 1984.
- Trofeo Virgen de la Soledad (Arganda) (1): 1984.
- Trofeo de la Uva y el Vino (1): 1988.
- Trofeo Ciudad de Almansa (1): 1988.
- Trofeo Luis Otero (1): 1988.
- Trofeo Ciudad de Marbella (1): 1989.
  - Subcampeón del Trofeo Ciudad de Marbella (1): 1988.
- Trofeo Ciudad de Alicante (1): 1989.
  - Subcampeón del Trofeo Ciudad de Alicante (2): 2011 y 2017.
- Trofeo Ciudad de Linares (1): 1989.
- Trofeo del Olivo (1): 1996.
  - Subcampeón del Trofeo del Olivo (1): 1998.
- Trofeo Ciudad de Gandía (1): 1999.
- Trofeo Villa de Móstoles (1): 1999.
- Trofeo Ciudad de Ávila (1): 2000.
- Trofeo Caja Duero (C. D. Numancia) (1): 2001.
- Trofeo Ciudad de Zamora (1): 2010.
- Trofeo Ciudad de Segovia (1): 2011.
- Trofeo San Nicasio (1): 2012.

### Premios y condecoraciones
- UEFA Fair Play Award (1): 2000.
- Premio LFP Juego limpio (1): 2000.
- Premio al deporte Puente de Vallecas (2): 2009 y 2011.

Es el club que más títulos posee de este premio.
- Premio de la Corrección del deporte (1): 1975.
- Premio a la Mejor Afición (1): 2010.
- Premio Gala del Fútbol de Madrid (1): 2011.
- Insignia de Oro de la F.F.M. (1): 2011.

### Logros individuales

#### Trofeo Zamora de Segunda División
- David Cobeño: (Temporada 2008-09).

#### Trofeo Miguel Muñoz de Segunda División
- José Ramón Sandoval: (Temporada 2010-11).

## Equipos filiales

### Rayo Vallecano B
El filial del Rayo Vallecano nació en 1956 con la intención de formar una cantera de jugadores para el Rayo y fomentar el deporte base en Vallecas.
El equipo llegó a Tercera División en la temporada 1988-89, y desde entonces ha permanecido en la misma categoría de forma ininterrumpida, manteniendo posiciones intermedias en la tabla. Hasta que en la temporada 2009-10, después de una temporada increíble, y gracias a un gol de Borja García en el último minuto de descuento ante el Hospitalet en la fase de ascenso a Segunda B, se logró el 1-1 final que daría paso a una cita histórica para la cantera del Rayo Vallecano de Madrid SAD logrando el ascenso de su filial a la Segunda División B del fútbol español. Su principal función es servir de cantera para el primer equipo y forjar nuevos jugadores.
El equipo filial juega sus partidos en la ciudad deportiva del Rayo Vallecano, concretamente en el campo 5 (césped natural), dicha ciudad deportiva (denominada cariñosamente por los vallecanos como "la city") se sitúa en Villa de Vallecas; dicho campo número 5 tiene una capacidad aproximada de 800 personas en su totalidad.

#### Trofeos regionales
- Subcampeón de la Copa Real Federación Española de Fútbol (1): 2008-09.
- Copa R.F.E.F. de la Comunidad de Madrid (4): 2005-06, 2006-07, 2008-09, 2011-12.
- Campeonato de Castilla de Aficionados (5): 1952-53, 1967-68, 1970-71, 1972-73 y 1981-82.

#### Trofeos nacionales
- Tercera División de España (1): 2009-10 (Gr. VII).

#### Otros trofeos
- Trofeo Virgen de la Antigua (1): 2009.
- Trofeo de la Ciudad del Fútbol de las Rozas (1): 2008.
- Trofeo de Villalba (1): 2007.
- Trofeo La Campiña de Marchamalo (1): 2007.
- Trofeo Virgen de Peñarroya (1): 2009.
- Trofeo Virgen de la Bella (1): 1994.
- Trofeo de ferias de El Provencio (1): 2004.
- Trofeo Memorial José Antonio Hernández Guzmán (1): 2012.

#### Premios y condecoraciones
- Premio del Fútbol Modesto (1): 2010.
- Premio Iniciativa Deportiva de Madrid (1): 2010.

### Fútbol base
Además de sus filiales, el Rayo cuenta con equipos de fútbol base que completan sus categorías inferiores. El Rayo Vallecano Juvenil se ha proclamado dos veces campeón de Liga (2008 y 2015 - Gr. V) de División de Honor y una vez campeón de la Copa del Rey juvenil (2015).

## Otras secciones del club
Aunque el club llegó a contar con otras secciones ajenas al fútbol, siendo especialmente relevante la de béisbol,actualmente se limita a la práctica del deporte rey, contando empero con una destacada sección de fútbol femenino.

### Fútbol femenino
El primer equipo femenino del Rayo Vallecano actualmente juega en la Liga Iberdrola, siendo un clásico del fútbol femenino madrileño y español.
Se proclamó campeón de la Copa de la Reina 2007-08 y subcampeón de la Liga Iberdrola 2007-08 empatado a puntos con el campeón, el Levante, aunque con el golaverage en contra con Pedro Martínez Losa como entrenador.
La temporada siguiente, en la 2008-09, se proclamó campeón de la Superliga Española por primera vez en su historia, y pasa directamente a 16.os de la Liga de Campeones Femenina de la UEFA, siendo el primer equipo del Rayo que juega la Liga de Campeones de la UEFA y el primer equipo femenino español que llega a dieciseisavos de final, con Pedro Martínez Losa como entrenador.
En la temporada 2009/10 revalida el título liguero en el nuevo formato de la Superliga Femenina. Por otro lado, en la Liga de Campeones Femenina de la UEFA se enfrenta al WFC Rossiyanka de Moscú con resultado negativo. En Vallecas, las rusas logran un 1-3 y en Moscú vencen por 2-1 con Pedro Martínez Losa como entrenador.
En la temporada 2010/11 ganan su tercer título de Liga consecutivo frente a su rival directo, el Espanyol.
Ese año consigue una histórica y contundente primera victoria en la UEFA Women's Champions League frente al Valur Reykjavick islandés en el encuentro disputado en el Teresa Rivero el 23 de septiembre de 2010 con el resultado de 3-0. Días después, las franjirrojas marcan un nuevo hito en la historia de la entidad y del fútbol femenino español al ser el primer equipo femenino español que pasa a cuartos de final de la Champions League tras el empate (1-1) en el partido de vuelta en Reikjavik, disputado el 13 de octubre de 2010. El Rayo Vallecano Femenino gana al poderoso Arsenal de Londres por 2-0 en el partido de ida de cuartos de final, pero en el partido de vuelta cae eliminado en el tiempo añadido al marcar las artilleras el 4-1 en el último suspiro.
En la tercera participación del Rayo en la Liga de Campeones Femenina de la UEFA cae eliminado de nuevo por el Arsenal Ladies con un resultado global de 6-2.

#### Rayo Vallecano femenino B
El Rayo Vallecano femenino B se creó para servir de filial al primer equipo, aportando jugadoras de la cantera rayista. Actualmente juegan en la Primera Nacional de fútbol femenino, que sería como la segunda división en España. Este último año en 2010 ganaron la Primera Nacional y la Copa F.F.M.

#### Rayo Vallecano femenino C
El Rayo Vallecano femenino C surgió el año pasado de la mano de Raúl Martín Presa tras coronarse como campeones de Primera Regional y ganar la Copa de Madrid, decidieron transformar el equipo de la fundación en una Rayo Vallecano femenino C.
Este año compite en la preferente nacional.

### Palmarés
En este apartado se muestra el palmarés del fútbol femenino en el Rayo Vallecano; de forma conjunta, los títulos conseguidos por el primer equipo femenino y por sus dos filiales son los siguientes:

#### Trofeos regionales
- Copa F.F.M. (2): 2004-05 y 2007-08.
- Primera División Regional (1): 2010-11.
- Copa de Madrid (1): 2010-11.

#### Trofeos nacionales
- Primera División Femenina de España (3): 2008-09, 2009-10 y 2010-11. (Posee un trofeo en propiedad).
  - Subcampeón de Primera División Femenina de España (1): 2007-08.
- Copa de la Reina (1): 2007-08.
  - Subcampeón de Copa de la Reina (1): 2009-10.
- Segunda División Femenina de España (3): 2002-03 (Gr. IV), 2010-11 (Gr. IV) y 2013-14 (Gr. V).

#### Otros trofeos
- Trofeo de Getxo (2): 2009 y 2010.

Es el club que más títulos posee de este trofeo.
- International Women's Cup (1): 2009.
- Trofeo Memorial Manuel Fernández Faraldo (1): 2012.
- Trofeo Teresa Rivero Femenino (1): 2007.

Es el club que más títulos posee de este trofeo.
- Trofeo Bodas de Plata del Zumaiako (1): 2012.
- Trofeo Ciudad de Zamora (1): 2010.
- Trofeo Tomás Caballero (1): 2009.
- Trofeo Murallas de Lugo (1): 2007.
- Trofeo de Feria de San Julián (1): 2011.
- Trofeo Dámaso Vega (1): 2009.
- Trofeo Naya (1): 2009.

#### Premios y condecoraciones
- Premios Siete Estrellas del Deporte (1): 2008.
- Premio Gala del Fútbol de Madrid (1): 2011.
- Premio Villa de Vallecas (1): 2011.